# Тобіас Моретті
Тобíас Море́тті (нім. Tobias Moretti, нар. 11 липня 1959) — австро-німецький театральний- та кіноактор, найбільш відомий своєю роллю у телевізійному серіалі «Комісар Рекс» з 1994 до 1998 року.

## Біографія
Тобіас Моретті народився 11 липня 1959 року у м. Гріс-ам-Бреннер, Тіроль. Справжнє прізвище Бльоб (нім. Tobias Bloéb). Є старшим із чотирьох братів: його братів звуть Томас, Крістоф і Грегор. З 1997 року одружений з Юлією Моретті (уроджена Вільхем), гобоїсткою. Подружжя має трьох дітей — старша донька Антонія (нар. 1998 р.), син Ленц Валентіно (нар. 2000 р.) та Роза Сесілія (нар. 2011 р.). Його професійне прізвище походить від матері, яка мала італійське походження.
Моретті вивчав композицію у Віденському університеті музики та прикладних мистецтв, потім поїхав до Мюнхена, де закінчив акорську школу Отто Фалькенберга-Шуле. Після закінчення університету грав у театрах Баварії, з 1986 - грав у мюнхенському театрі «Каммершпіле» в різноманітних постановках: «Людина — людина» (Бертольт Брехт), «Жаба» (Герберт Ахтернбуш) та зіграв головну роль в «Троїл і Крессіда» (Шекспір).
Моретті знімався у серіалі Комісар Рекс з 1994 року до 1998 року в ролі Ріхарда Мозера, головного поліцейського підрозділу вбивств.

## Фільмографія
- Вільгельм Буш  (1986, телефільм) — Янг Вільгельм Буш
- Прокляття  (нім. Der Fluch) (1988) — працівник гірсько-рятувальної служби
- Сага про П'єфке [de]  (1990, мінісеріал) — Йозеф' Джо 'Роттер
- Вибивач  (нім. Der Rausschmeißer) (1990) — Гаррі
- Комісар Рекс  (1994—1998, серіал, 45 серій) — Річард Мозер
- Ніч ночей  (англ. Night of Nights) (1995, телефільм)
- Наш дідусь найкращий  (нім. Unser Opa ist der Beste) (1995, телефільм) — Вольфганг Ор
- Трудоголік  (нім. Workaholic) (1996) — Макс
- Тиха ніч  (англ. Silent Night) (1997, телефільм) — Пастор Джозеф Мор
- Бернауерін  (нім. Die Bernauerin) (1997, телефільм) — Герцог Альбрехт
- Серце знову молодіє  (нім. Ein Herz wird wieder jung) (1997) — Пол
- Мій дідусь і 13 стільців [de]  (1997, телефільм) — Вольфганг Ор
- Смертні друзі  (англ. Mortal Friends) (1998, телефільм) — Ніко Меллер
- Кларисса  (1998, телефільм) — Готфрід
- Крамбамбулі  (нім. Krambambuli) (1998, телефільм) — Вольф Пахлер
- Міа, кохання мого життя[en]  (1998, телевізійний мінісеріал) — Джонні Райан
- Твої найкращі роки  (нім. Deine besten Jahre) (1999, телефільм) — Манфред Мінке
- Тіні  (англ. Shadows) (1999, телефільм) — Давіда Бергера
- Альфа-самець  (нім. Alphamann) (1999, серіал, 1 серія) — Мартін Бухмюллер
- Йосип з Назарета  (1999, телефільм) — Йосип
- Cristallo di rocca - Una storia di Natale  ( it)  '(1999, телефільм) — Джозеф
- Племінниця і смерть  (нім. Die Nichte und der Tod) (1999, телефільм) — Джефф Мельцер
- Татуювання  (нім. Das Tattoo) — Tödliche Zeichen (2000, телефільм) — Карл
- Тривіальна переслідування  (англ. Trivial Pursuit) (2000, телефільм) — Пол
- Der Tanz mit dem Teufel  (de)  '(2001, телефільм) — Георг Куфбах
- Юлій Цезар  (2002, телевізійний мінісеріал) — Гай Касій
- Ein Hund kam in die Küche  (de)  (2002, телефільм) — Стефан Шустер
- Небезпечна близькість, і ви нічого не знаєте  (нім. Gefährliche Nähe und du ahnst nichts) (2002, телефільм) — Гаррі Меллеман
- Андреас Хофер — Свобода орла  (нім. Andreas Hofer – Die Freiheit des Adlers) (2002, телефільм) — Андреас Хофер
- По всьому місту  (англ. All Around the Town) (2002, телефільм) — Біллі Хокінс, він же Бік
- Дурень та його дружина у Панкомедії сьогодні ввечері  (нім. Der Narr und seine Frau heute Abend in Pancomedia) (2002, телефільм) — Захаріас Вернер
- Швабські діти  (нім. Schwabenkinder) (2003, телефільм) — Кооператор
- Мрія Кетхена  (нім. Käthchens Traum) (2004, телефільм) — Фрідріх Веттер граф фон Шраль
- Джедерманн  (нім. Jedermann) (2004, телевізійний фільм) — Джедерманів, який веде Гезелла / Теуфеля
- The Return of the Dancing Master ( de )  (2004, телефільм) — Стефан Ліндман
- Шпер і Гітлер: Архітектор диявола  (нім. Speer und Er) (2005, телевізійний міні-серіал), — Адольф Гітлер
- Удача і кінець короля Оттокара  (нім. König Ottokars Glück und Ende) (2006, телефільм) — Чеський король Оттокар II
- Бажання любові  (нім. Der Liebeswunsch) (2006) — Леонхард
- Вбивство за рецептом  (нім. Mord auf Rezept) (2006, телефільм) — Луїс Крамер
- Я, Дон Джованні  (італ. Io, Don Giovanni) (2007) — Казанова
- Ключовий свідок (нім. Der Kronzeuge) (2007, телефільм) — Ахім Вебер
- Острів скарбів  (нім. Die Schatzinsel) (2007, телефільм) — Лонг Джон Сільвер
- Ти належиш мені  (нім. Du gehörst mir) (2007, телефільм) — Вовк
- 42plus  (нім. 42plus) (2007) — Мартін
- Посеред літнього божевілля  (2007 р.) — Петеріс
- Страшний суд  (нім. Das jüngste Gericht) (2008, телефільм) — Томас Дорн
- Чоловік догори ногами  (англ. Seeking Whom He May Devour) (2009, ТБ фільм) — Лоуренс
- Чорні квіти  (ісп. Flores negras) (2009) — Майкл Роддік
- Єврей Зюсс: Підйом і падіння  (нім. Jew Suss: Rise and Fall) (2010) — Фердинанд Маріан
- Аміго - Смерть після прибуття  (нім. Amigo – Bei Ankunft Tod) (2010, телефільм) — Аміго Штайгер
- Пристойний  (англ. The Decent One) (2014) — Генріх Гіммлер
- Темна долина  (англ. The Dark Valley) (2014) — Ганс Бреннер
- Луїс Тренкер - тонка межа правди  (нім. Luis Trenker – Der schmale Grat der Wahrheit) (2015, телефільм) —Луїс Тренкер
- Брати Вітру  (англ. Brothers of the Wind) (2015) — Келлер
- Життя Вічне  (англ. Life Eternal) (2015) — Ашенбреннер
- Холодне пекло  (англ. Cold Hell) (2017) —Штайнер
- Погані банки  (2018—2020, серіал) — Квірін Сідоу
- Маккі Мессер — фільм Брехта про три гроша  (нім. Mackie Messer – Brechts Dreigroschenfilm) (2018) — Капітан Мачіт
- Приховане життя  (2019) — вікарій Фердинанд Фюртхауер
- Луї ван Бетховен[de]  (2020, телефільм) — Людвіг ван Бетховен

## Нагороди
- Баварська телевізійна премія — за  Комісар Рекс  (1995),  Schwabenkinder  (2004)
- Німецька телевізійна премія — за  Комісар Рекс  (1996),  Повернення майстра танців  (2004)
- Нагороди Адольфа Грімме, Німеччина — за Tanz mit dem Teufel —  Die Entführung des Richard Oetker , (2002),  Krambambuli  (1999)
- «Золотий кабель», Німеччина — за  Комісар Рекс  (1996)
- Нагорода «Золотий лев» — за  Комісар Рекс  (1996)
- Romy Gala, Австрія — Улюблений актор (Белібтестер Шауспілер) (2000,2001,2002,2003,2004,2005)
- Italian Telegatto — за  Комісар Рекс  (1998)
- Gertrud-Eysoldt-Ring — за  König Ottokars Glück und Ende  (фестиваль у Зальцбурзі)